# Kidderminster Harriers
Die Kidderminster Harriers (offiziell: Kidderminster Harriers Football Club) – auch bekannt als The Harriers – sind ein englischer Fußballverein aus der Stadt Kidderminster, der zurzeit am Spielbetrieb der sechstklassigen National League North teilnimmt. Größte Erfolge des Vereins waren Anfang des 21. Jahrhunderts fünf Jahre in der niedrigsten Spielklasse des englischen Profifußballs sowie in den 1980er Jahren zwei Teilnahmen am Pokalfinale von Wales.

## Geschichte
Der Club entstand 1880 aus der Fusion eines 1877 gegründeten Leichtathletikvereins namens Kidderminster Harriers mit einem örtlichen Rugbyclub zum Kidderminster Harriers and Football Club (Football stand damals noch für Rugby Football und nicht für Fußball). 1886 entschied sich der Verein, zu den immer beliebteren Association Rules zu wechseln und ein Fußballverein zu werden.
1889 wurden die Harriers Gründungsmitglied der Birmingham & District League, die Anfang des 20. Jahrhunderts als eine der spielstärksten Ligen außerhalb des Football-League-Systems wurde. In der ersten Saison wurden die Harriers Vizemeister und fusionierten nach der Saison mit dem Meister Kidderminster Olympic. Auf die erste Meisterschaft nach der Fusion musste man jedoch fast ein halbes Jahrhundert bis 1938 warten, nach der Titelverteidigung 1939 wurden die Harriers in die höherklassige Southern League aufgenommen, doch bereits nach drei Spielen begann der Zweite Weltkrieg und die Liga stellte den Spielbetrieb ein.
Nach dem Zweiten Weltkrieg spielte man bis 1960 dann doch in der Southern League, bevor man sich wegen finanzieller Probleme aus der Liga in unterklassige Ligen zurückzog, kehrte 1972 aber zurück.
Nachdem die Harriers die Qualifikation für die von der Southern League und der Northern Premier League neugegründete Alliance Premier League, als höchste englische Amateurliga, verpasst hatte, stieg man 1982 in diese auf.
In den 80er Jahren erreichte der Club einige Erfolge in britischen Pokalwettbewerben. Zuerst erreichte man 1986 das Finale des damals noch für englische Clubs offenstehenden Welsh Cups, unterlag aber mit 1:2 dem AFC Wrexham. 1986 gewannen die Harriers die FA Trophy nach einem 2:1 in der Nachspielzeit des Wiederholungsspiel gegen Burton Albion und 1989 stand man ein zweites Mal im Endspiel um den walisischen Pokal, unterlag aber erneut, diesmal Swansea City.
In den 1990er Jahren stellte sich neben zwei weiteren FA-Trophy-Endspielteilnahmen dann auch der Erfolg in der nun in Conference umbenannten Liga ein. 1994 wurde man Meister, 1997 Vizemeister und 2000 erneut Meister. Während man bei der ersten Meisterschaft noch an den Lizenzbedingungen der Football League gescheitert war, stieg der Club nun in diese auf und wurde nach über 100 Jahren erstmals zum Vollproficlub. In der Football League musste der Club stets gegen den Abstieg kämpfen und bereits nach fünf Jahren wieder absteigen.

## Stadion
Die Harriers tragen ihre Heimspiele seit 1890 im Aggborough aus. Es verfügt über eine Kapazität von 6.238 davon 3.140 Sitzplätze. Nachdem dem Club 1994 auch wegen des desolaten Zustandes der hölzernen Haupttribüne eine Lizenz für die Football League verweigert worden war, errichtete man 1994 einen Neubau.